# Geothermobarometrie
Die Geothermobarometrie bedient sich verschiedener geochemisch-petrologischer Methoden (Geothermobarometer) zur Bestimmung der Bildungstemperatur [T] und des Bildungsdruckes [P] eines Gesteins. Dabei macht man sich die Temperatur- und Druckabhängigkeit der Verteilungskoeffizienten eines oder mehrerer chemischer Elemente zwischen zwei oder mehr Mineralien zunutze. Bildungstemperatur und Bildungsdruck werden dabei meist getrennt mit unterschiedlichen Verfahren (Geobarometer/ Geothermometer) bestimmt und die Ergebnisse zusammengeführt.
Die einfachste Methode zur Bestimmung der P-T Bedingungen eines Gesteines wird durch die Anwesenheit bestimmter Minerale geboten. Phasenübergänge, wie zum Beispiel der Alumosilikate (Al2SiO5) und SiO2-Polymorphe, können schon am Mikroskop beobachtet werden und ermöglichen somit eine rasche Zuordnung zu bestimmten Druck- und Temperatur-Regimes.
Druck und Temperatur können auch durch die Betrachtung der im Gestein ablaufenden Reaktionen bestimmt werden. Es müssen drei wichtige Kategorien unterschieden werden:
1. Solvus - Thermometrie
2. Austauschreaktionen
3. Net-Transfer Reaktionen

Austauschreaktionen basieren auf dem Austausch bestimmter Elemente zwischen zwei Mineralen die nicht aufgebraucht werden. Bei Net-Transfer Reaktionen wird eine der beteiligten Phasen abgebaut bzw. „verbraucht“ und eine neue gebildet. Solvus-Thermometer betrachten die Verteilung bestimmter Elemente in entmischten, koexistierenden Phasen. Ein klassisches Solvus-Thermometer ist das Calcit-Dolomit Thermometer (Verteilung von Mg). Ergänzend werden auch semiquantitative Methoden angewandt.
Die meisten Geothermometer beruhen auf Austauschreaktionen. Diese können gewissermaßen auf einen einzelnen Austauschvektor reduziert werden. Typisches Beispiel ist der Austausch (FeMg)x = (FeMg)y. Diese Reaktion ist minimal druckabhängig und kann in weiterer Folge für eine ganze Reihe von thermobarometrischen Berechnungen verwendet werden. Ein typisches Beispiel für Metabasite, wie sie zum Beispiel im Pflerschtal vorkommen, ist das Austauschpaar Granat-Amphibol. Die Reaktion kann hier in (FeMg) im Granat ←→ (FeMg) im Amphibol zusammengefasst werden.
Viele Geobarometer basieren auf Net-Transfer Reaktionen. Diese sind durch große Volumenänderungen (ΔV) geprägt und dadurch sehr druckempfindlich. Das Geobarometer Granat-Plagioklas-Hornblende-Quarz ist typischer Vertreter dieser Kategorie und für geobarometrische Fragestellungen gut geeignet.

## Geothermometer
Wichtige Geothermometer zur Bestimmung der Bildungstemperatur der Gesteine sind u. a. folgende Methoden:

### Granat-Klinopyroxen Austauschthermometer
Die Grundlage für diesen Geothermometer bildet das temperaturabhängige Austauschgleichgewicht zwischen Fe2+ und Mg.
Pyrop + 3 Hedenbergit <=> Almandin + 3 Diopsid
Diese Bestimmungsmethode wird hauptsächlich für Metamorphite verwendet.

### Granat-Phengit Thermometer
Dieser Geothermometer gründet auf das Austauschgleichgewicht zwischen Fe und Mg und wurde von den Autoren Krogh&Raheim (1978) sowie Green&Hellman (1982) experimentell kalibriert. Grundlage ist das Austauschgleichgewicht:

Pyrop + FeAl-Seladonit = Almandin + MgAl-Seladonit
Die Formel für die Berechnung der Temperatur lautet nach Krogh & Raheim (1978) T[°K]= (3685+77.1*P[kbar])/(lnKD+ 3.52)

### Granat-Biotit Thermometer
Auch dieses Verfahren gründet auf den Fe2+-Mg-Austausch zwischen Biotit und Granat.
Dieses fluidunabhängige Geothermometer baut auf den Fe2+-Mg Austausch zwischen Granat und Biotit auf. Die Reaktion, welche den Kationenaustausch zwischen den beiden Mineralen beschreibt, kann wie folgt niedergeschrieben werden:
Almandin + Phlogopit = Pyrop + Annit

(FeMgGrt = FeMgBt)
Grundsätzliche Probleme bei der Verwendung dieses Geothermometers ergeben sich durch den Einbau von Fe3+ in Biotit. Weitere Korrekturen werden durch den Einbau von Ti in Biotit und von Ca und Mn in Granat verlangt.

### Granat-Hornblende Thermometer
Dieses Geothermometer wurde von Graham & Powell (1984) empirisch kalibriert und beruht auf dem Austauschgleichgewicht:
Fe-Pargasit + Pyrop = Pargasit + Almandin

KD= (XFeGt * XMgHbl)/(XMgGt * XFeHbl)
Die Autoren empfehlen dieses Geothermometer nur bei T <850 °C und bei einem XMnGt <0.1 zu verwenden.

### Hornblende-Plagioklas Thermometer
Grundlage dieser Methode bilden der Edenit-Austausch und der Plagioklas-Austausch zwischen Hornblende und Plagioklas.
Dieses für Granat-Amphibolite sehr gut geeignete Geothermometer wurde von Holland & Blundy (1994) entwickelt. Die Basis wird von zwei Austauschreaktionen zwischen Hornblende und Plagioklas gebildet:

(1) Albit + Tremolit = Edenit + Quarz (Edenit - Tremolit Thermometer)

(2) Edenit + Albit = Richterit + Anorthit (Edenit - Richterit Thermometer)

### Amphibol-Plagioklas Thermometer
Basiert auf eine Netto-Transfer-Reaktion zwischen Amphibol und Plagioklas (NaSi ↔ CaAl).

### Ti-Gehalt in Amphibolen
Der Ti-Gehalt in Amphibolen kann in magmatischen Gesteinen als Geothermometer verwendet werden (OTTEN, 1984), denn dieser ist stark temperaturabhängig. Bei sinkender Temperatur nimmt der Ti-Gehalt ab. Für die Berechnungen wird die Formel
ln(Ti [apfu]) = (2603/T) - 1.70
verwendet.

### Zr im Rutil-Gehalt
Rutil ist ein wichtiger Träger von HFSE (high field strength elements) wie Zr, Hf, Ta usw. Die Temperaturabhängigkeit des Zr-Gehaltes im Rutil wurde von Zack et al. (2004) und Watson et al. (2006) untersucht und empirisch kalibriert. Die Autoren konnten zeigen, dass der Einbau des Elementes Zr in Rutil, bei Anwesenheit der „Buffer“ Quarz + Zirkon, stark temperaturabhängig aber nur marginal druckabhängig ist.

Die Kalibrierung nach Zack et al. (2004) lautet:

T [°C] = 127.8 * Ln (Zr [ppm] - 10)

Die Kalibrierung nach Watson et al. (2006) lautet:

Log (Zr [ppm]) = (7.36 ± 0.10) - ((4470 ± 120)/(T [K]))

### Zr im Titanit-Gehalt
Titan und Zirkon sind in Metamorphiten verschiedener Herkunft und Zusammensetzung weit verbreitete Akzessorien. Deren Grundbausteine, Zr und Ti, sind bis zu einem gewissen Punkt miteinander austauschbar. Die Temperaturabhängigkeit des Zr-Gehaltes im Titanit wurde von Hayden et al. (2007) untersucht und experimentell kalibriert.
Die Kalibrierung lautet:
T [°C] = [7708 + 960 * P] / [10.52 - log(aSiO2) - log(aTiO2) - log(ZrTitanit)] - 273

## Geobarometer
Die gängigen Geobarometer zur Bestimmung des Druckes [P] am Zeitpunkt der Entstehung des Gesteines sind folgende:

### Granat-Amphibol-Plagioklas-Quarz Barometer
Grundstein für dieses Geobarometer bilden folgende Net-Transfer Reaktionen (Kohn & Spear, 1990):

(1) Anorthit + Tremolit = Grossular + Pyrop + Tschermakit + Quarz

(2) Anorthit + Fe-Aktinolith = Grossular + Almandin + Fe-Tschermakit + Quarz

Der Druck wird für die Reaktion (1) mit dieser Gleichung berechnet:

P[bar] = 79507 + T [K](29.14 + 8.3144 lnKeq)/10.988

Für die Reaktion (2) gilt folgende Gleichung:

P[bar] = 35327 + T [K](56.09 + 8.3144 lnKeq)/10.906

### GRAIL
Dieser Geobarometer eignet sich hervorragend für granulitfazielle Metapelite und basiert auf die Zusammensetzung der Mineralien Granat, Rutil, Alumosilikat (Al2SiO5), Ilmenit und Quarz.

### GRIPS
Gründet auf das Gleichgewicht CaFe2Al2Si3O12 + TiO2 = 2 FeTiO3 + CaAlSi2O8 + SiO2

### GASP
Dieser wichtige Geobarometer basiert auf die Phasen Granat, Alumosilikat, Plagioklas und Quarz.